# Léon Rolland
Léon Rolland est un homme politique français né le  7 janvier 1831 à Mas-Grenier (Tarn-et-Garonne) et décédé le 1er mai 1912 à Montauban (Tarn-et-Garonne)

## Biographie
Médecin, il s'installe d'abord à Verdun-sur-Garonne, dont il est maire de 1871 à 1880, puis à Montauban. Conseiller général du canton de Verdun-sur-Garonne, il est président du conseil général de 1886 à 1912. Il est sénateur, inscrit au groupe de l'Union républicaine, de 1891 à 1912. Il s'est surtout impliqué dans la loi sur le service militaire de deux ans, votée en 1905.

## Sources
- Ressources relatives à la vie publique :   - base Léonore
  - Sénat
- « Léon Rolland », dans le Dictionnaire des parlementaires français (1889-1940), sous la direction de Jean Jolly, PUF, 1960 [détail de l’édition]